# 卡尔·马克·冯·莱贝里希
卡尔·马克·冯·莱贝里希男爵（Karl Freiherr Mack von Leiberich、1752年8月25日－1828年12月22日），奧地利軍人。拿破仑战争中巴伐利亞軍隊的實際司令官（1805年）。
出生于巴伐利亚嫩斯林根（Nenslingen）。1770年参加奥地利骑兵团。曾参加巴伐利亚王位继承战争。1778年晋升中尉，1785年封貴族，在革命战争中和法军作战，1797年晋升中將。1804年任陆军兵站总监。他极力主张军队改革，1805年成为在巴伐利亚抗击拿破仑军队的实际司令官。由于他的失算和指挥不当，10月15日奥军在乌尔姆战役（Ulm）遭到法军合围，5万人投降。被释放后参加12月2日的奧斯特利茨战役，又遭到惨败。1806年2月到1807年6月候审，后交军事法庭，被剥夺军衔、兵权和勋章，处两年徒刑，1808年获得释放，1819年盟军获得最后胜利4年后，时间冲淡了惨败的记忆，在施瓦岑贝格亲王的请求下，他被恢复军衔和勋章。